# Bárdos Balázs
Dr. Bárdos Balázs (Ózd, 1957. április 5. –) magyar igazgatásszervező, politikus, országgyűlési képviselő.

## Életpályája
Az általános iskolai tanulmányait Hodoscsépányon végezte el. 1975-ben érettségizett a kecskeméti Piarista Gimnáziumban. 1975–1987 között az Ózdi Kohászati Üzemekben raktáros, géplakatos volt az anyagellátási főosztályon, majd az oktatási osztályon dolgozott. 1983-ban diplomázott az Államigazgatási Főiskola hallgatójaként. 1986–1987 között a kereskedelmi igazgatóság titkárságvezetője volt. 1987-ben felvették a Miskolci Egyetem Jogi Karára. 1987–1990 között a putnoki tsz. marketing-előadója volt.

### Politikai pályafutása
1989–1993 között az FKGP tagja volt. 1990–1991 között az Önkormányzati, közigazgatási, belbiztonsági és rendőrségi bizottság tagja volt. 1990–1991 között az Országgyűlés jegyzője volt. 1990–1994 között országgyűlési képviselő (Ózd, 1990-1991: FKGP; 1991-1993: 36-ok; 1993-1994: EKGP) volt. 1991–1994 között a Miniszterelnöki Hivatal (MEH) ifjúság-politikai ügyekkel megbízott politikai államtitkár volt. 1993-tól a Történelmi Kisgazdapárt, illetve az EKGP tagja. 1994-ben országgyűlési képviselőjelölt volt. 1994-től Ózd alpolgármestere.

## Családja
Szülei: Bárdos József és Gregor Mária. 1983-ban házasságot kötött Kisgergely Margittal. Két gyermeke van: Gellért (1985) és Zsófia (1987).